# محمود قجر
قرية محمود قجر (بالكردية: مەحمودقەجەر)‏ هي إحدى قرى ناحية قورة تو في قضاء خانقين ضمن الحدود الإدارية لمحافظة السليمانية لأنها ضمن مناطق إدارة كرميان في إقليم كردستان العراق.